# Marie Dorval
Marie Dorval, nata Marie Thomase Amélie Delaunay (Lorient, 6 gennaio 1798 – Parigi, 20 marzo 1849), è stata un'attrice teatrale francese, tra le più celebri dell'Ottocento per il suo talento drammatico e la vita avventurosa.

## Biografia

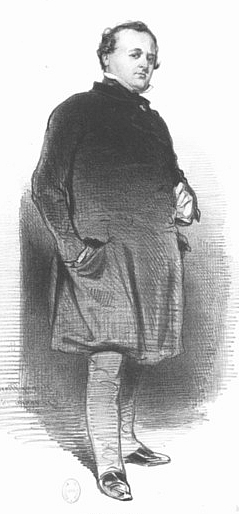
Gavarny: Henry Monnier

Marie Thomase Amélie nacque a Lorient, in un modesto albergo di rue de la Comédie, dove alloggiavano provvisoriamente i suoi genitori, Joseph Charles Delaunay e Marie Bourdais, due attori di una troupe di girovaghi. Non erano sposati, né si sposarono: il padre, un ventisettenne di Rouen, si limitò a legittimarla al funzionario del municipio il giorno dopo la nascita. La madre, diciassettenne originaria di Lione, era figlia di un capo-comico di Marsiglia, Antoine Bourdais. Terminate le rappresentazioni a Lorient, la compagnia riprese la sua tournée.
Ricapitarono a Lorient quattro anni dopo e Marie, che già aveva cominciato a calcare le scene, vi recitò una parte nella Flûte enchantée; l'anno dopo, nel 1803, a Lilla, recitò in Camille di Marsollier, e quello fu anche l'anno in cui il padre lasciò figlia e compagna per una nuova amante.
Madre e figlia continuarono la vita di sempre. I commedianti delle piccole compagnie ambulanti ricoprivano più ruoli, comici e drammatici, e Marie era attrice, corista e ballerina. Furono ancora a Lorient, dove nel 1805 la piccola Marie fu notata «recitare con un'intelligenza meravigliosa» da Henry Monnier che ne acquistò allora un ritratto, a Nancy, a Strasburgo, a Nantes, a Bayonne. Nel 1813 sua madre, da tempo malata di tubercolosi, morì. La figlia non si era mai sentita amata dai genitori ma giustificò almeno la madre: «Si può essere veramente madre - racconterà a Monnier - in quell'atmosfera di lotte, di miseria, di orgoglio, di passioni violente o volgari che è la vita della commediante errante?».
Rimasta sola a quindici anni, accettò la corte di Louis-Étienne Allan (1777-1819), un regista e coreografo parigino del teatro di Strasburgo, che per ammirazione verso Diderot si faceva chiamare Dorval, il protagonista del Fils naturel dello scrittore illuminista. Si sposarono nel 1813 nel municipio di Lorient. Fu un matrimonio tranquillo, senza passione, che vide la nascita di due figlie, Gabrielle e Louise.
La sua vita oscura di attrice in ruoli di secondo piano sembrò illuminarsi quando fu chiamata a sostituire l'indisposta prima attrice nella Mère coupable di Beaumarchais: ottenne un grande successo e tra gli spettatori vi era Charles-Gabriel Potier, celebre attore di vaudeville della Comédie-Française di passaggio a Strasburgo. Questi le propose di trasferirsi a Parigi, dove l'avrebbe raccomandata ai migliori teatri, assicurandole che solo nella capitale il suo talento sarebbe stato riconosciuto come meritava.

### A Parigi

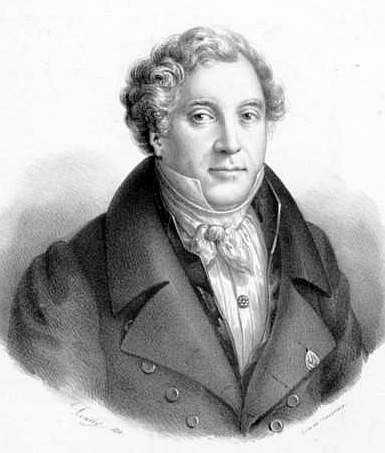
Alexandre Piccinni

I coniugi Dorval giunsero a Parigi quando Potier era in tournée. Marie riuscì a farsi presentare a Pierre Lafon (1773-1846), attore e socio della Comédie, che dopo un'audizione escluse che lei fosse un'attrice drammatica, la giudicò solo adatta a ruoli di soubrette e la prese nella sua classe di recitazione al Conservatorio. Quando, mesi dopo, Potier ritornò a Parigi, la convinse ad abbandonare le lezioni di Lafon e a debuttare con lui al teatro di Porte-Saint-Martin in Pamélia mariée, un dramma di Pelletier-Volméranges e Cubières-Palmezeaux. Quella serata del 12 maggio 1818 fu un grave insuccesso per Marie che, a disagio nel seguire meccanicamente i principi di recitazione insegnati da Lafon, fu fischiata dal pubblico.
Andò meglio con Les frères à l'épreuvre di Pelletier-Volméranges e con La cabane de Montainard di Frédéric Dupetit-Mérée e Victor Ducange, il 25 settembre 1818. La famiglia viveva intanto in una camera ammobiliata di rue des Vinaigriers e il marito, ottenuto un ingaggio a Pietroburgo, aveva promesso che non appena fosse tornato si sarebbero sistemati in un alloggio più decoroso. Ma non tornò più: Allan morì in Russia, a Smolensk o a Pietroburgo, il 30 maggio 1820.
Già con il marito lontano, Marie aveva avuto una relazione con il direttore dell'orchestra del teatro, Alexandre Piccinni, nipote del noto musicista italiano Niccolò, e compositore lui stesso. Ne nacque l'11 dicembre 1820 una figlia, Caroline. Piccinni era sposato ma amava le avventure senza conseguenze. Non riconobbe la bambina, interruppe la relazione, e fece ottenere alle Dorval un alloggio migliore in rue de Bondy e un sussidio di 75 franchi. Il direttore del teatro di Porte-Saint-Martin continuò a garantirle parti di secondo piano, nelle quali la sua figura non emergeva. Un successo di critica lo ottenne soltanto nel 1822 con la parte di protagonista in Les deux forçats, un melodramma di Boirie, Carmouche e Poujol.

### Il successo

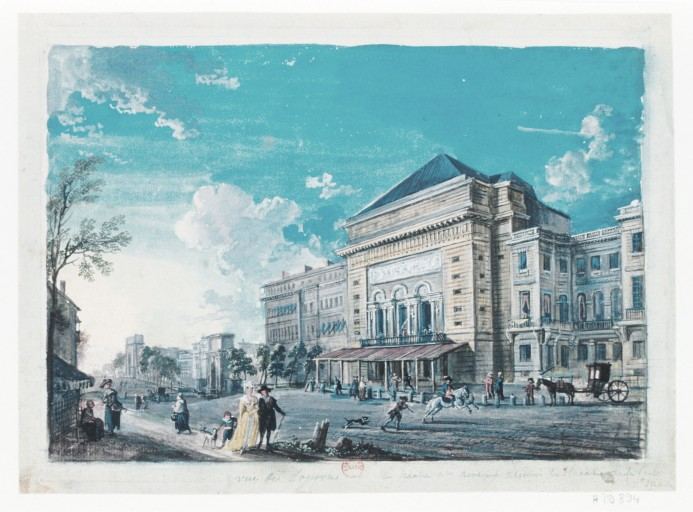
Il teatro de la Porte-Saint-Martin a Parigi

Nel 1822 Jean-Toussaint Merle (1785-1852), autore di pièces teatrali, divenne il nuovo direttore della Porte-Saint-Martin. Il suo Le tailleur de Jean-Jeacques fu portato sulle scene da Marie, ma passò inosservato. Grande fu invece il successo, il 10 dicembre 1825 de La fille du musicien di Crosnier e Ferrière: il realismo romantico dell'interpretazione di Marie Dorval - rimase celebre la scena della morte della protagonista - impressionò il pubblico che le tributò delle ovazioni. Anche Le monstre et le magicien di Merle fu ben accolto il 10 giugno 1826: iniziava finalmente per la Dorval una carriera di continui successi.
Per due anni, dal 1827 al 1829, recitò accanto al grande attore Frédérick Lemaître, e ne fu anche l'amante: «questi due attori molto ispirati - scrisse Jules Janin - fecero una completa rivoluzione nell'arte drammatica [...] Mme Dorval aveva, nella sua persona un po' curva, di che giustificare le più vive simpatie. Era fragile, sconsolata, umile, tremante [...] erano fatti, lui per esprimere tutti i violenti trasporti dell'anima umana, lei per dirne le dolci gioie intime e benevole [...] lui aveva la forza, lei la grazia, lui la violenza, lei l'incanto».
E Théophile Gautier spiega che nella Dorval, uno sguardo inquieto, una mano portata alla fronte, erano sufficienti a soggiogare la sala più sostenuta: «per quanto non fosse regolarmente bella, possedeva uno charme supremo, uno charme irresistibile, e con la sua voce sonora che sembrava vibrare nelle lacrime, s'insinuava dolcemente nel cuore. Aveva accenti di natura, gridi d'anima che sconvolgevano la platea».
Quando Merle le propose di sposarlo, Marie accettò. Ricco, distinto, debole commediografo ma critico autorevole e brillante, monarchico così convinto da essere soprannominato il merlo bianco, con referenze a corte - la delfina, la duchessa d'Angoulême, era sua devota lettrice - il matrimonio con un uomo così influente poteva essere il coronamento sociale dell'avventura artistica della Dorval. Si sposarono il 17 ottobre 1829 e andarono a vivere con le tre figlie dell'attrice in un appartamento del boulevard Saint-Martin.

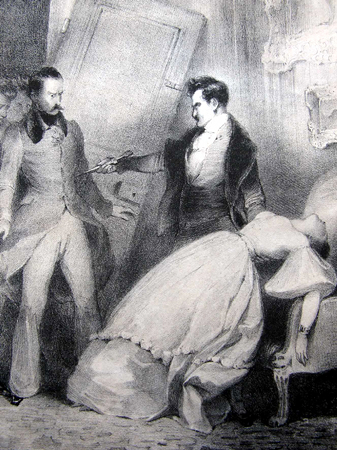
Il finale di Antony

Era il tempo delle polemiche letterarie tra i tradizionalisti, sostenitori del decoro classico, del nobile verosimile e della regola delle tre unità, e la nuova scuola dei romantici, dove la fantasia, attenendosi al vero della natura, voleva affrancarsi dalle convenzioni e dalle regole, la scuola della Jeune France di Victor Hugo, di Gautier, di Gérard de Nerval, di Dumas. Quest'ultimo si era visto rifiutare da Mlle Mars la parte di protagonista del suo nuovo dramma Antony. Marie Dorval l'accettò subito, impose Bocage - un altro dei suoi amanti occasionali - nel ruolo di Antony e, malgrado lo scetticismo di Crosnier, nuovo direttore della Porte-Saint-Martin, la prima del dramma andò in scena il 3 maggio 1831.
Fu un trionfo crescente man mano che si susseguivano i cinque atti del dramma. Alla fine del quarto atto «un immenso clamore seguito da applausi frenetici discese come una cataratta. Si applaudì e si urlò per cinque minuti» e nell'ultima scena, quando Antony pugnala di fronte al marito la propria amante Adèle, «la sala era veramente in delirio: si applaudiva, si singhiozzava, si piangeva, si gridava. La passione bruciante della pièce aveva incendiato tutti i cuori».
Anche De Vigny lodò il dramma di Dumas e l'interpretazione della Dorval. Nella Revue des Deux Mondes scrisse che «lei sembrava un'attrice del Covent-Garden, o del Drury-Lane, con tutta la profondità dell'immaginazione, dell'emozione di Mrs Siddons ed a questa potenza tragica, la prima nel teatro, ha aggiunto quella data da una fine osservazione della società; è un talento completo [...]».

### Alfred de Vigny

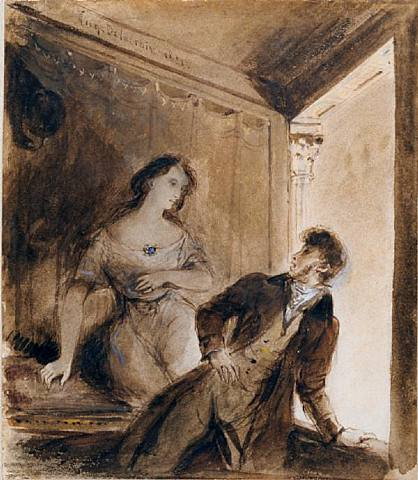
Delacroix: Dorval e De Vigny

Alfred de Vigny e Marie Dorval si erano conosciuti l'anno prima al Café des Varietés. L'attrazione che essi provavano l'uno verso l'altra era frenata dalla ben nota riservatezza del poeta, «segreto, / come nella sua torre d'avorio». Del resto, egli temperava abitualmente i suoi desideri con la cura della dissimulazione, preoccupato di apparire sempre comme il faut, ed era sposato dal 1825 con Lydia Bunbury, figlia del ricchissimo lord Hugh Bunbury, il quale passava ai due sposi una congrua rendita annua. Quanto a Monsieur Merle, fu sempre al corrente delle avventure della moglie, ma non sembrò mai preoccuparsene.
Rientrato nel suo appartamento, sul libro del suo Othello che le avrebbe regalato, compose la poesia che lei gli aveva ispirato:
Dopo aver visto il mediocre dramma L'incendiaire, De Vigny si era chiesto come potesse un teatro come la Porte-Saint-Martin passare «dall'alta tragedia, dal primo dramma, alla più ignobile farsa». Ma Madame Dorval faceva il miracolo «di mettere parole piatte e del tutto insignificanti su di un tono così patetico, così appassionato, così caloroso [...]». Si erano ancora rivisti più volte e il poeta scrisse per lei il dramma La Maréchale d'Ancre, consegnando il manoscritto alla direzione della Porte-Saint-Martin perché fosse rappresentato. In quei giorni divennero amanti.

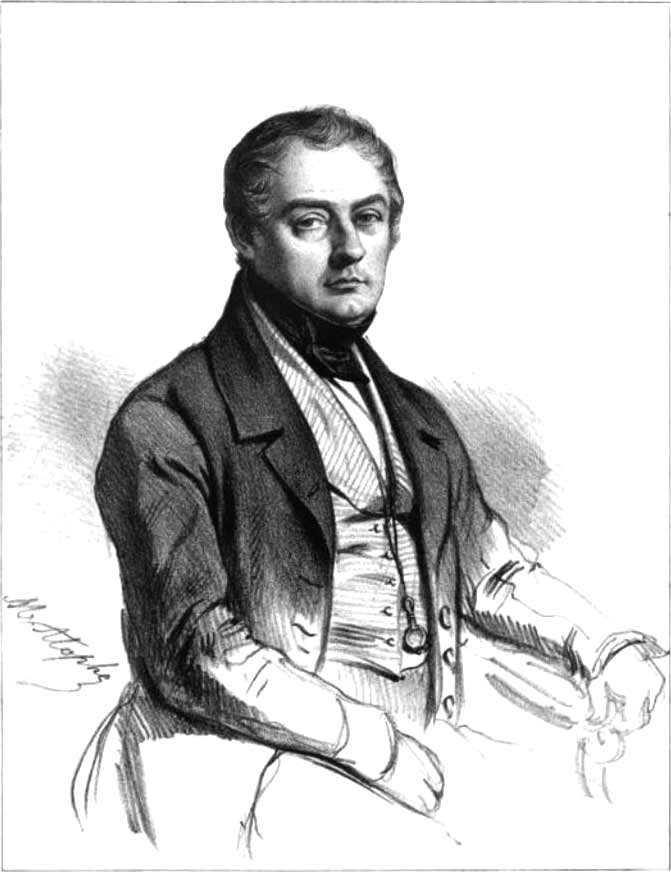
Jean Toussaint Merle

Già Marie immaginava il prossimo trionfo, suo e della pièce di De Vigny, quando seppe che egli aveva improvvisamente affidato il manoscritto all'Odéon, il tempio del teatro classico parigino, e la parte di protagonista alla famosa ma ormai declinante Mlle George. Non si conosce il motivo di questo voltafaccia, ma certo il poeta dovette subire la collera dell'amante, e le indirizzò versi di consolazione e di perdono:
Marie si rifece, l'11 agosto 1831, con un successo personale nella Marion Delorme di Hugo, opera per il resto contrastata. Contemporaneamente, La Maréchale d'Ancre, presentata da Mlle George e Lemaître, subiva all'Odéon un mezzo insuccesso. Il 15 agosto De Vigny inviò a Mme Dorval il suo dramma riveduto e corretto con la dedica: «voi non siete regina nel vostro teatro che per il talento, e non esiste dignità regale più potente di questa, nel tempo in cui viviamo». Marie la recitò poi alla Porte-Saint-Martin nel novembre 1832, con il consueto successo.
Nell'agosto del 1831 le era stato presentato il poeta Antoine Fontaney, reduce dall'amore infelice per Marie Nodier, la figlia dell'accademico Charles Nodier. Egli divenne un assiduo della sua casa, sotto l'occhio geloso di De Vigny, che capiva che quel giovane poeta romantico non dispiaceva affatto a Marie, che infatti non mancò di offrirgli avances inequivocabili, convinta che il giovane poeta fosse innamorato di lei. S'ingannava, poiché a Fontaney interessava in realtà l'adolescente Gabrielle Dorval, come un giorno avrebbe saputo.

### George Sand

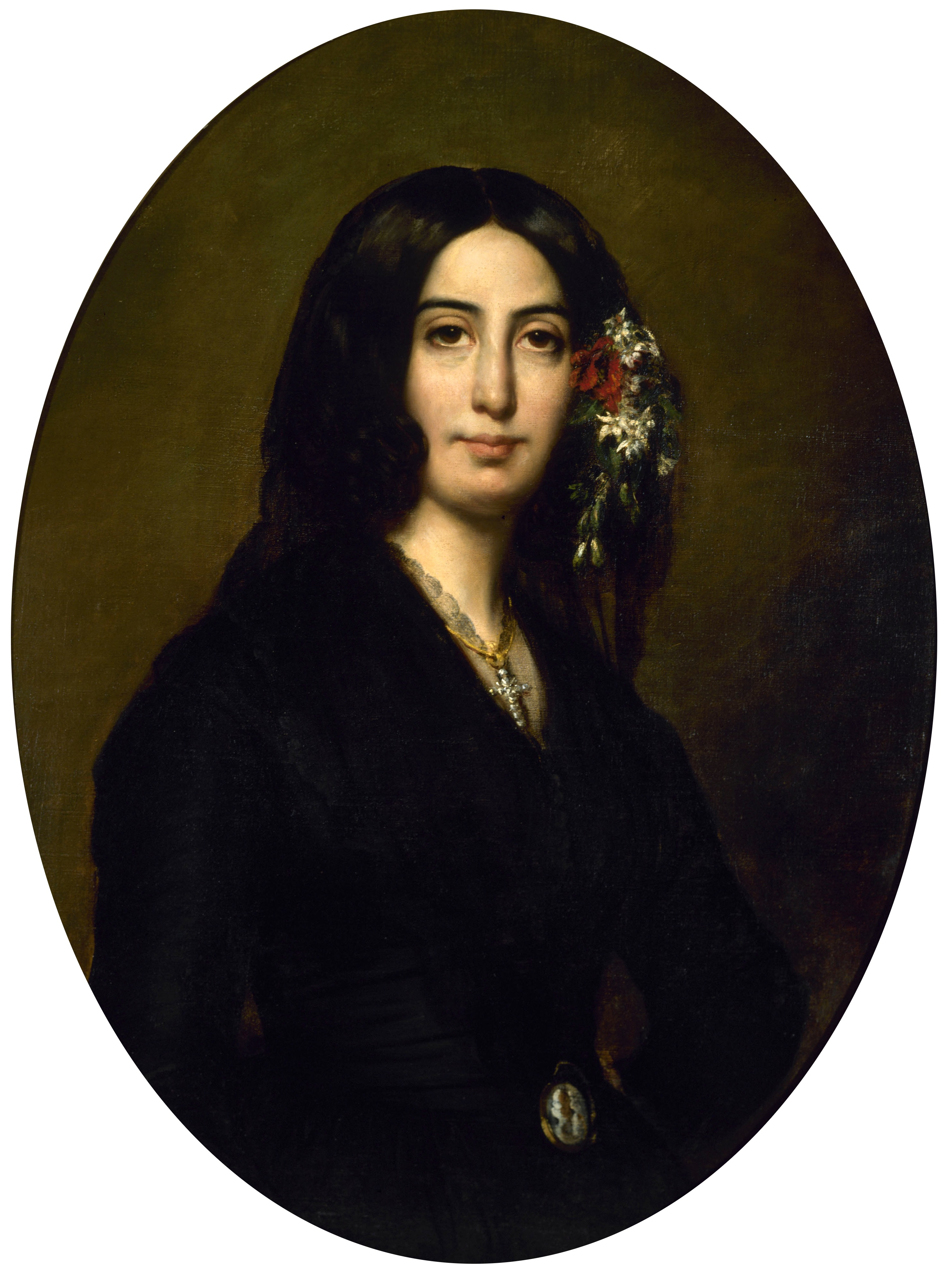
George Sand

Nel gennaio 1833 George Sand, ancora poco nota al pubblico, scrisse una lettera alla Dorval chiedendo di poterla conoscere. Marie le fece subito visita nella mansarda di quai Saint-Michel, ove la Sand, separata dal marito, viveva con il giovane scrittore Jules Sandeau. Le due donne si piacquero subito e continuarono a frequentarsi: «Vedo in piena intimità madame Dorval [...] ne sono folle». De Vigny era scandalizzato dal comportamento della Sand: «Senza grazia nei gesti, rude nel parlare. Uomo nell'aspetto, nel linguaggio, nel suono della voce e nella sfrontatezza dei discorsi».
Rotto ogni rapporto con Sandeau, Sand e Dorval divennero inseparabili. Con molta fantasia, Arsène Houssaye racconta che, dopo lo spettacolo, Marie incontrava la scrittrice nel suo nuovo alloggio al quai Malaquais: «Le due baccanti si lasciavano all'alba, ebbre ancora nel pallore dei sogni compiuti. E la donna eloquente aveva quel giorno più eloquenza. E la donna di teatro più carezze nella voce, più fuoco nello sguardo».
Quando, in luglio, Marie lasciò Parigi per una tournée senza salutarla, la Sand le scrisse una lettera appassionata: «Ho pensato che non mi amassi più. Ho pianto come un asino [...] Gente che conosco appena e che non ti conosce mi ha detto e scritto che tu mi tradivi! Tradire cosa? [...] », promettendo di raggiungerla immediatamente a un suo solo cenno. Ma George Sand non lasciò Parigi. Il giorno dopo rivide Alfred de Musset e ne divenne l'amante.
Dalla figlia Louise, gelosa della sorella, Marie venne a conoscenza del legame che univa Gabrielle e Fontaney, e dei loro progetti di matrimonio. Decisa a troncare quella relazione, mise Gabrielle in convento. Con la complicità della superiora, Fontaney, che era dovuto partire per la Spagna, riuscì a mantenersi in corrispondenza con la ragazza e poi, tornato a Parigi nel marzo del 1834, riuscì a far fuggire Gabrielle dal convento e insieme raggiunsero Londra.

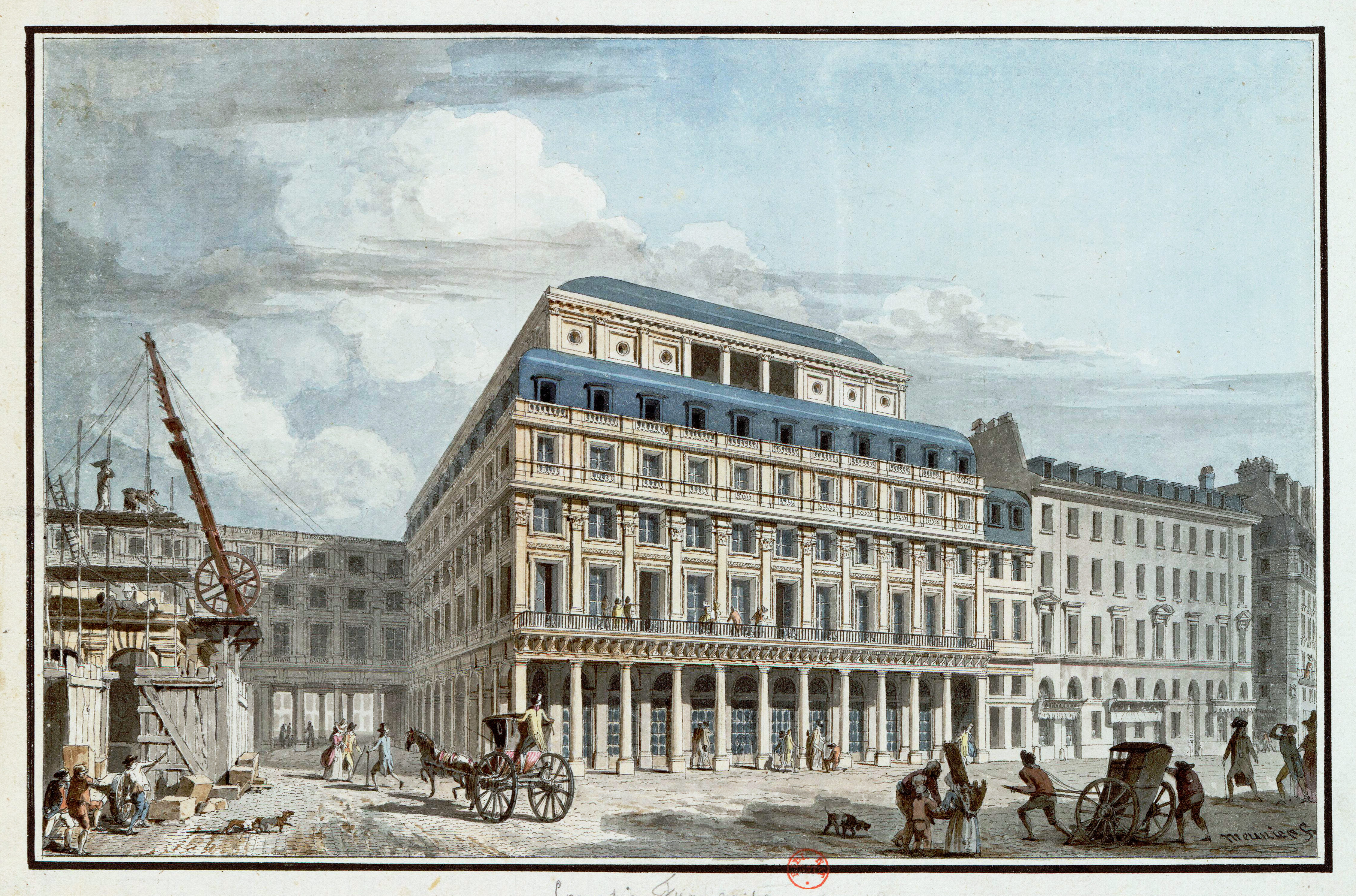
Il teatro della Comédie Française a Parigi

Intanto Marie Dorval continuava le recite: il 21 maggio 1833 fu data la prima della Béatrix Cenci del marchese de Custine, che fu ritirata dalle scene dopo solo tre rappresentazioni. L'unico a rallegrarsi dell'insuccesso fu forse De Vigny, geloso del marchese, senza sapere che questi era ben più sensibile alla virile prestanza di Frédérick Lemaître. Il 30 maggio fu la volta dell'atto unico Quitte par la peur di De Vigny, recitato all'Opéra. Una duchessa infelicemente sposata a un ambasciatore che vive a lungo lontano da lei, resta incinta dell'amante. Quando il marito ritorna improvvisamente, si dimostra comprensivo e rassicura la donna: passerà la notte in casa, per far credere ai domestici che sarà lui il padre del nascituro.
La pièce patì un clamoroso insuccesso e nessuno fu risparmiato, né i protagonisti Dorval e Bocage, né l'autore. Quitte par la peur «è l'errore di un uomo di talento. Niente verve, niente allegria, niente naturalezza e sempre un'affettazione di profonda finezza», scrisse Le Courrier français. De Vigny accusò i suoi critici di malevolenza: «la gente mi odia [...] sente il disprezzo che ho per lei e me lo rende in odio [...] non ha compreso la satira filosofica, e la questione sociale le è sfuggita».
Dal trafficato boulevard Saint-Martin i coniugi Merle si stabilirono nella tranquilla rue Saint-Lazare. Grazie all'interessamento di Hugo e di Dumas, Marie ottenne un ingaggio per tutto il 1834 alla Comédie Française, il tempio del teatro drammatico parigino: diecimila franchi per quindici recite al mese. In attesa del debutto, la Dorval partì per una tournée a Rouen, dove rivide il giovane attore, oltre che pittore e scultore Étienne Marin Mélingue, col quale stabilì subito una relazione e raccomandò a Dumas perché lo facesse lavorare alla Porte-Saint-Martin.

### Alla Comédie Française

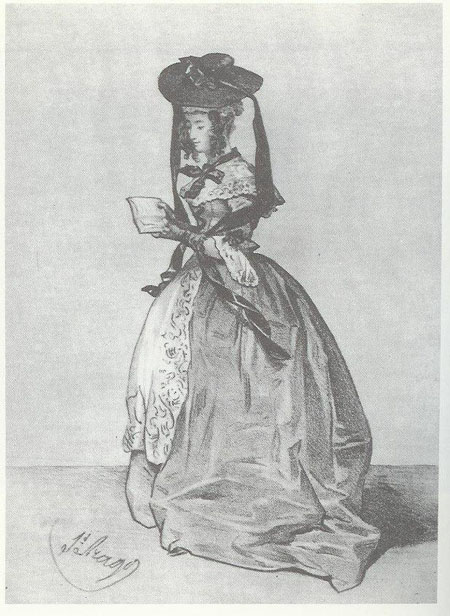
Dorval nella parte di Kitty Bell

Il debutto alla Comédie era previsto il 28 aprile 1834 con la recita dell'Antony di Dumas, che in una scena del dramma si era permesso di satireggiare il giornale governativo Le Constitutionnel. Il deputato Antoine Jay, accademico e redattore del quotidiano, chiese al ministro degli Interni Adolphe Thiers di vietare la rappresentazione, con il pretesto della presunta oscenità dell'opera, in un teatro che riceveva sovvenzioni statali. E Thiers proibì quel dramma, già rappresentato dal 1830 centinaia di volte. Il 30 aprile la Dorval inviò al Constitutionnel una lettera di protesta e, in una scatola di cartone, una corona di rose dedicata ironicamente a Jay: «Ecco una corona gettata ai miei piedi nell'Antony: permettetemi di deporla sulla vostra testa. Vi dovevo quest'omaggio. Nessuno sa più di me quanto voi l'abbiate meritata».
Marie Dorval debuttò con una commedia di Édouard Mazères e Adolphe Empis, Une liaison, che non ebbe alcun successo, come avvenne per Misanthropie et Repentir, titolo francese del dramma Menschenhass und Reue di Kotzebue e per il Lord Byron à Venise di Jean-François Ancelot. Le si rimproverava di non essere all'altezza, lei, attrice proveniente dal melodramma, della recitazione severa e senza eccessi richiesta dalla tradizione della Comédie.
De Vigny aveva scritto e presentato alla Comédie il dramma Chatterton, pensato per affidare la parte della protagonista Kitty Bell a Marie Dorval, ma gli fu rifiutato dal comitato di lettura del teatro. Marie avrebbe dovuto esprimere tutte le sfumature del delicato carattere di Kitty, che trasforma la compassione per il giovane poeta Thomas Chatterton in un amore mai confessato. Il manoscritto fu allora trasmesso dal direttore della Comédie, Jouslin de la Salle, al re e alla regina in persona, che l'approvarono, così che il dramma andò in scena il 12 febbraio 1835.
Davanti alla famiglia reale e al suo seguito, e a una platea romantica «di pallidi adolescenti dai lunghi capelli [...] di giovani folli», apparve Kitty Bell, casta eroina la cui voce tradiva una contenuta sensibilità. La platea s'infiammò all'anatema lanciato contro la società dall'infelice poeta, interpretato da Jean-Marie Geoffroy, trattenne le lacrime alla sua agonia, fremette al grido lacerante della Bell, scattò in un'ovazione quando il sipario si chiuse sul corpo senza vita della suicida. Una corona di fiori lanciata dal palco reale si mischiò alla pioggia dei bouquets.
Al trionfo del Chatterton seguì, il 28 aprile 1835, il successo di Angelo, importante in quanto Marie dimostrò di stare almeno alla pari con M.lle Mars, che Victor Hugo aveva voluto co-protagonista nel suo dramma. L'anno dopo la Comédie le rinnovò il contratto e il 12 aprile 1836 ottenne un nuovo successo con Une famille au temps de Luther, tragedia in un atto di Casimir Delavigne. Intanto, la figlia Gabrielle era tornata a Parigi, malata, senza un soldo, accolta in casa dalla madre. Poi, con Fontaney si era trovata un alloggio in rue d'Assas, da dove continuava a tempestare la madre di richieste di denaro. L'altra figlia Louise attendeva un figlio da un certo Félix Bibet, un incisore di nessuna fortuna.

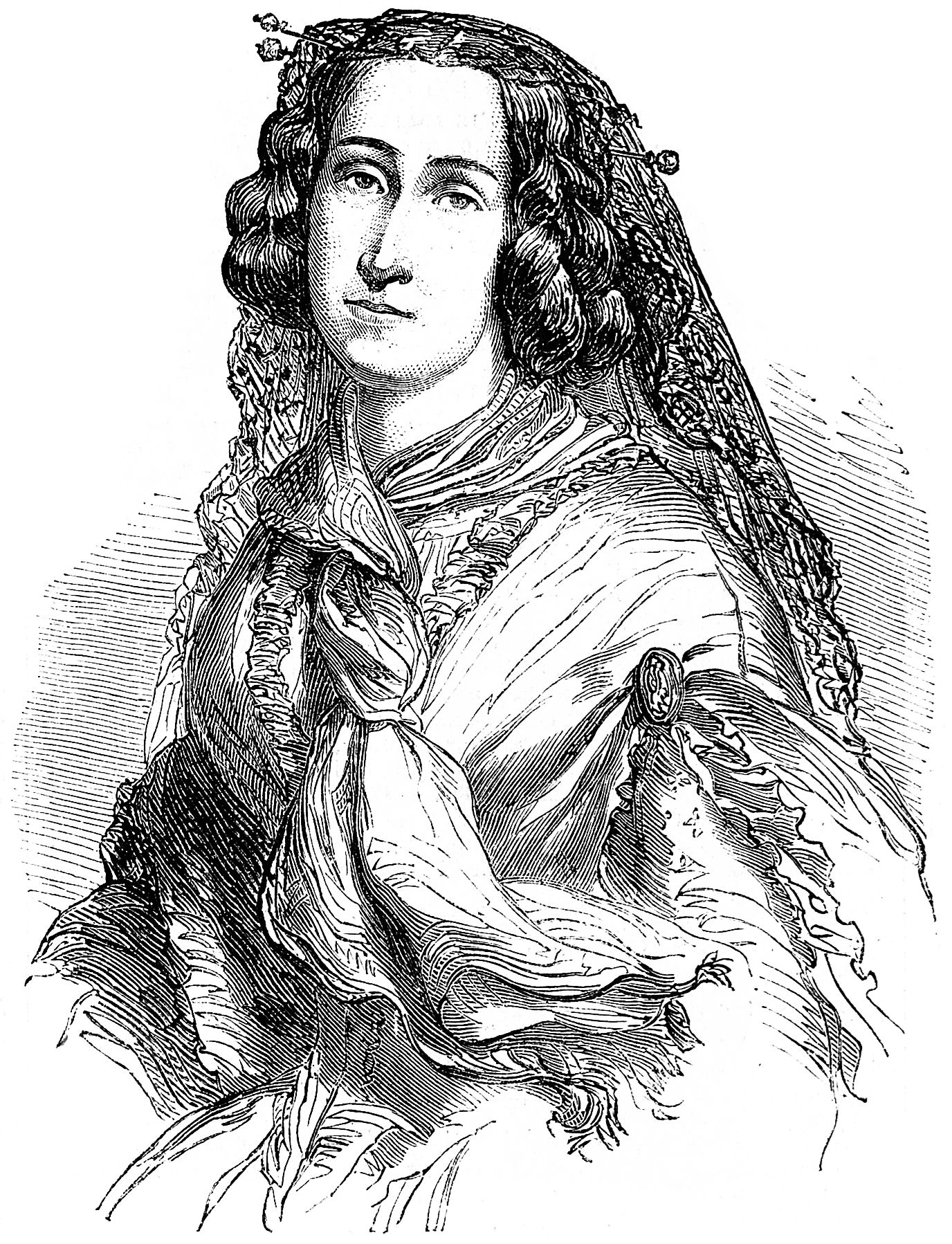
Marceline Desbordes-Valmore

Marie Dorval era in tournée a Bourg, quando De Vigny partì per Londra con la moglie. Dorval confidava la sua gelosia a Pauline Duchambge e le affidava lettere da trasmettere ad Alfred che la sua falsa amica si guardava bene dall'inviare. A Marsiglia, il 1º agosto, ricevette finalmente notizie dell'amante, che in realtà era ormai stanco di lei, pur non osando confessarlo. A Lione ricevette la visita di Marceline Desbordes-Valmore, poetessa misconosciuta destinata a una rivalutazione postuma, e ne divenne amica. Quando partì per Saint-Étienne, Marceline le dedicò dei versi:
(M. Desbordes-Valmore, da La femme aimée)
Marie continuò la tournée, nella necessità di guadagnare: da Saint-Etienne a Tolosa, ad Avignone, a Nîmes. De Vigny era sempre più lontano, Gabrielle condannata dalla malattia e l'avvenire appariva oscuro. Si trovava a recitare il Chatterton a Tolosa quando, il 15 aprile 1837, Gabrielle morì a Parigi. Non venne avvertita, e continuò la tournée: Montpellier, Narbonne, Béziers, Pézenas. Quando a metà giugno era in viaggio per rientrare a Parigi, morì anche Antoine Fontaney, sepolto insieme con Gabrielle a Montparnasse.
Dopo aver firmato, il 19 luglio, un nuovo contratto con la Comédie, riprese il tour in provincia con scarso successo: a Rouen fu persino fischiata. Tornata a Parigi, in mancanza di nuovi ruoli alla Comédie, il 1º novembre firmò un contratto di cinque anni con il teatro del Gymnase-Dramatique. Raramente s'incontrava ancora con De Vigny, che aveva stabilito una relazione riservata con una giovane americana, Julia Battlegang. Marie riprese invece i rapporti con George Sand e, conosciuto il suo ex-amante Jules Sandeau, aveva preso a frequentarlo. Quando De Vigny lo seppe, ebbe un buon espediente per rompere definitivamente la relazione con Marie Dorval: il diario del poeta porta la parola rupture il 17 agosto 1839.